# Château de Dion
Le château de Dion est situé à Chérac en Charente-Maritime.

## Historique
La construction de cet édifice date du XVIe siècle.. Au milieu du 18ème siècle, le château fait l'objet d'une campagne de travaux par son nouveau propriétaire. Par la suite, le logis change plusieurs fois de mains.
L'immeuble est inscrit au titre des monuments historiques par arrêté du 28 septembre 2012.

## Architecture
La demeure est flanquée sur son élévation postérieure de tours cylindriques, la tour la plus importante abritant des pièces carrées. La façade antérieure est encadrée par deux échauguettes et ses baies sont ornées de persiennes tardives. A l'intérieur, des cheminées et des lambris de hauteur remontent aux 17ème et 18ème siècles. Une pelouse est aménagée au sud du château et un jardin à l'anglaise remplace la basse-cour. A proximité, une fuie à boulins en pierre de taille a conservé sa charpente et son échelle tournante. Le domaine est représentatif des logis des 16ème et 17ème siècles de la région et présente un décor intérieur bien conservé.

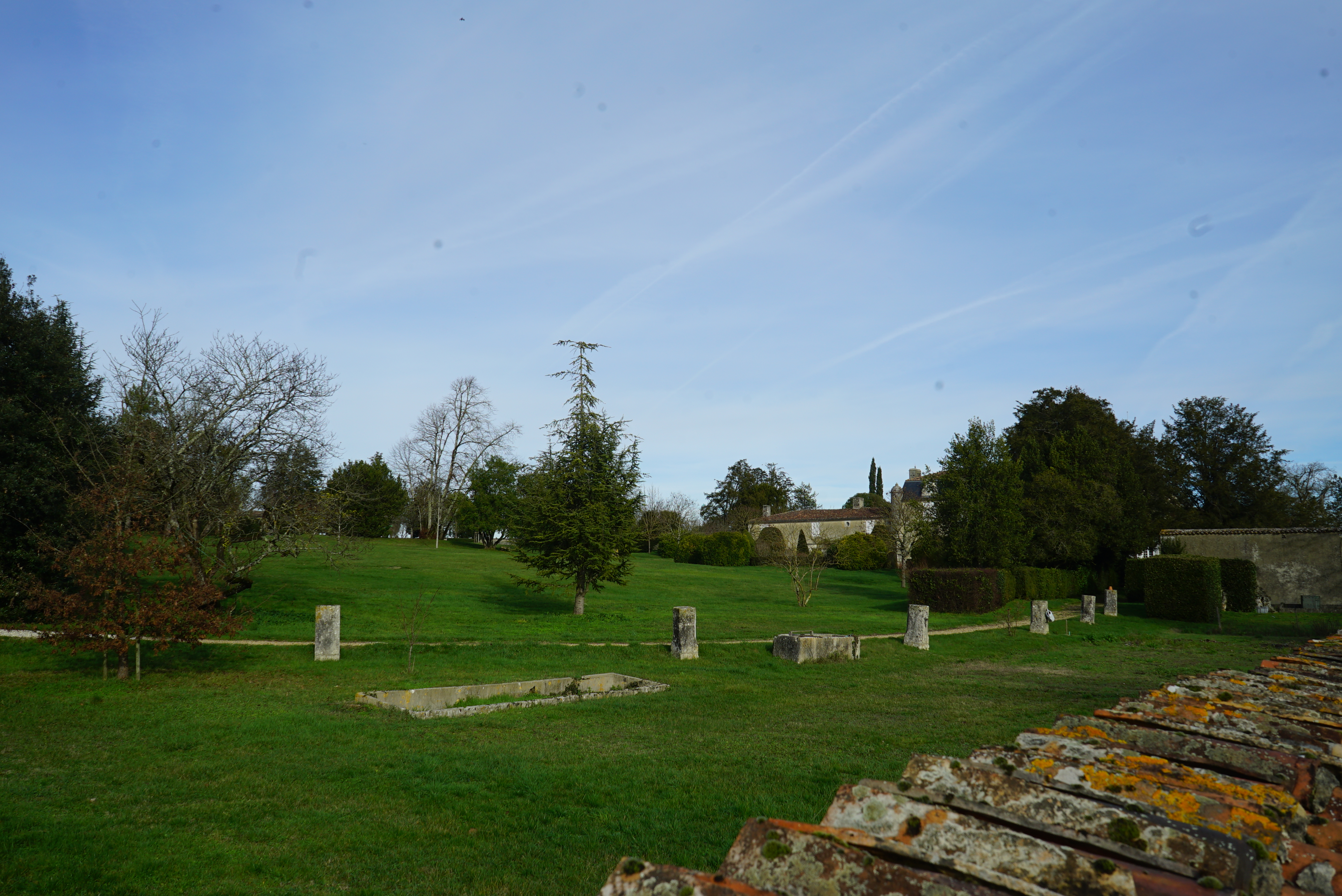